# Tlogopojok
Tlogopojok is een bestuurslaag in het regentschap Gresik van de provincie Oost-Java, Indonesië. Tlogopojok telt 6798 inwoners (volkstelling 2010).